# Delomerista masoni
Delomerista masoni là một loài tò vò trong họ Ichneumonidae.